# Alfred Hartmann
Alfred Hartmann (ur. 1 stycznia 1814 na zamku Thunstetten w kantonie Berno, zm. 10 grudnia 1897 w Solurze) – pisarz szwajcarski. 
Pochodził z dawno osiadłej w kantonie Berno i cieszącej się prawami obywatelskimi rodziny, posiadającej od końca XVIII w. zamek Thunstetten. Jego ojciec Sigismund Emanuel Hartmann był wysokim urzędnikiem w Aarwangen. Po przeprowadzce rodziny do Solury w 1827 Alfred Hartmann pobierał nauki w tamtejszym kolegium. Studiował prawo na uniwersytetach w Berlinie, Heidelbergu i Monachium. Po powrocie z Paryża do Solury w 1836 rozpoczął działalność na polu literatury, wydając najpierw efemerydalne czasopismo „Der Morgenstern. Eine Zeitschrift für Litteratur und Kritik”, w 1841 periodyk „Alpina. Schweizerisches Jahrbuch für schöne Litteratur”, wreszcie objął dział literacki w „Wochenblatt für Freunde der Litteratur und vaterländischen Geschichte”. W latach 1845—1875 wydawał pismo humorystyczne „Der Postheiri” (od 1847 wychodzące jako osobny periodyk). W międzyczasie (w 1855) uzyskał prawa obywatelskie Solury. Autor wielu opowiadań i powieści z fabułą często osadzoną w tradycji jego rodzinnego regionu, m.in. Erzählungen aus der Schweiz (1863), Der gerechte Branntweinbrenner (1881), Auf Schweizererde (1883–1885). Także autor powieści historycznych, w tym najbardziej znanej Meister Putsch und seine Gesellen (1958), z fabułą osadzoną w połowie XIX w. oraz Junker Hans Jakob vom Staal (1861), Junker und Bürger (1864) i Die Denkwürdigkeiten des Kanzlers Hory (1876). Pisał też biografie zebrane w dwóch tomach Gallerie berühmter Schweizer der Neuzeit (1863–1871).